# 蜂蜜棒

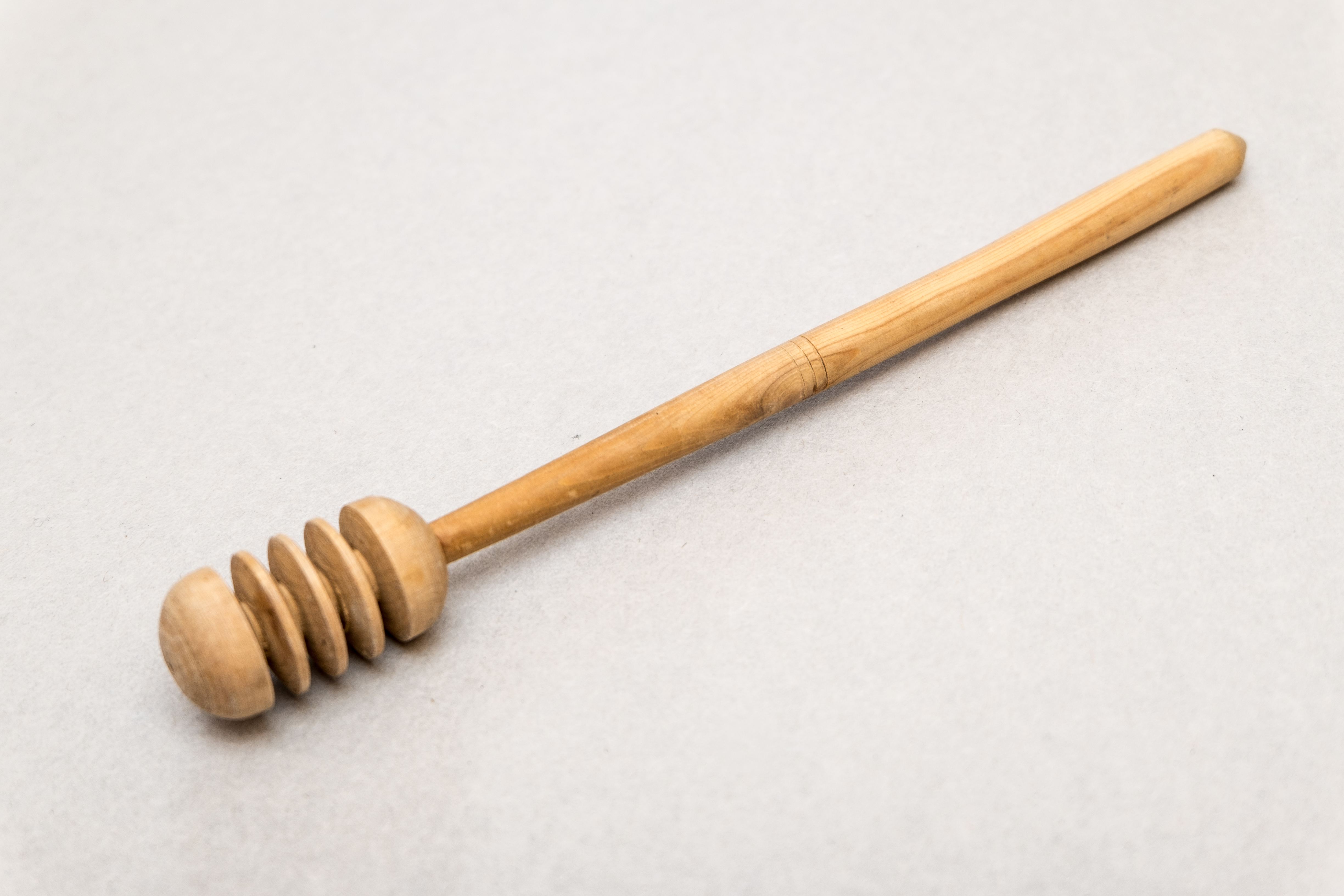
一根木制蜂蜜棒

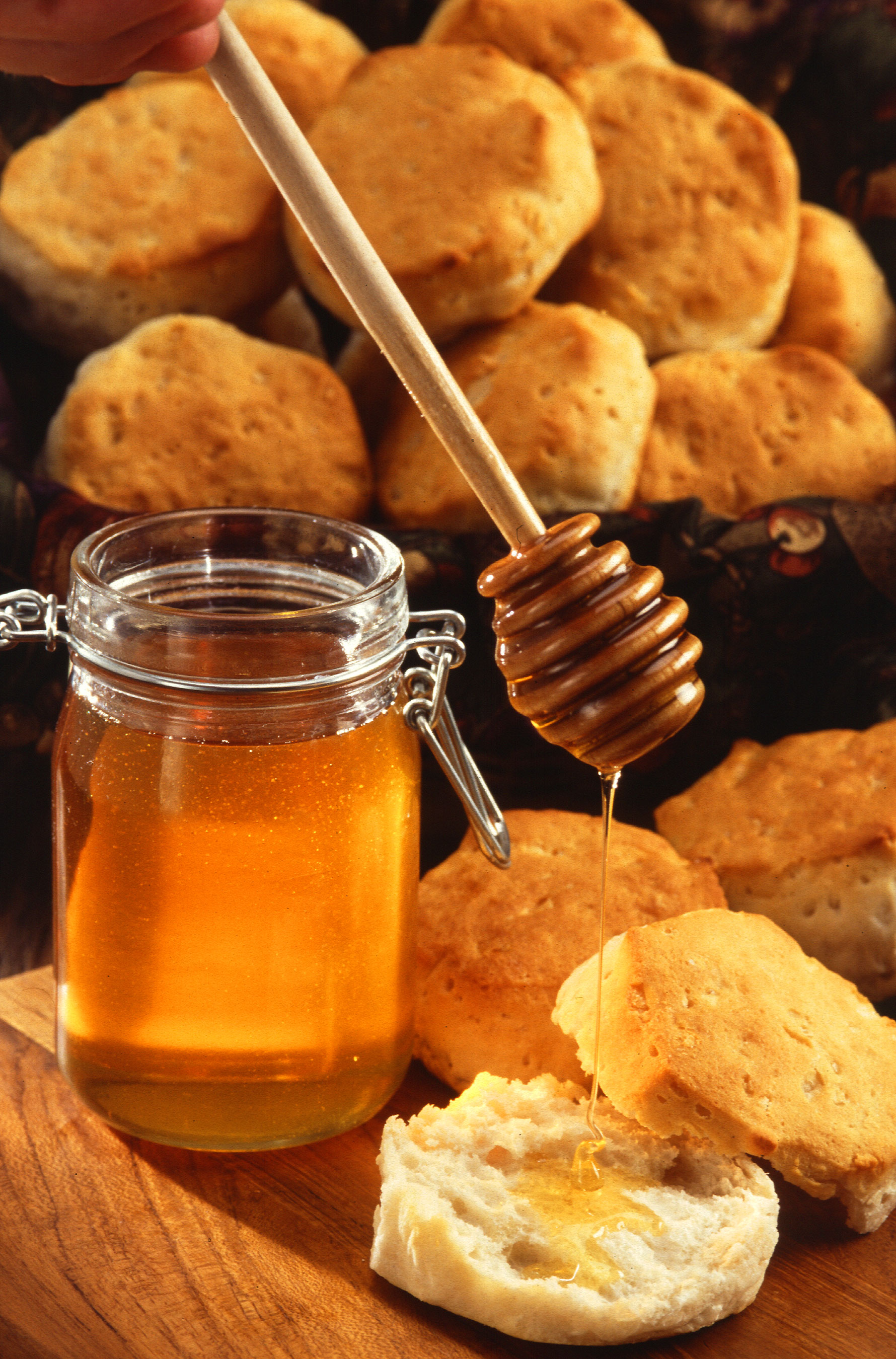

蜂蜜棒是一种厨房用具，由一根手柄和一个有凹槽的球组成，通常用于将蜂蜜淋在面包、饼干或其他类似的食物上。

## 流行文化中的蜂蜜棒
蜂蜜坚果Cheerios的吉祥物“BuzzBee”曾拿着各种类型的蜂蜜棒。

## 其他用法
自20世纪20年代以来，“honey dipper”（蜂蜜棒）一词被用来贬损从事清理化糞池、清洁厕所以及类似工作的工人。